# Roslagen

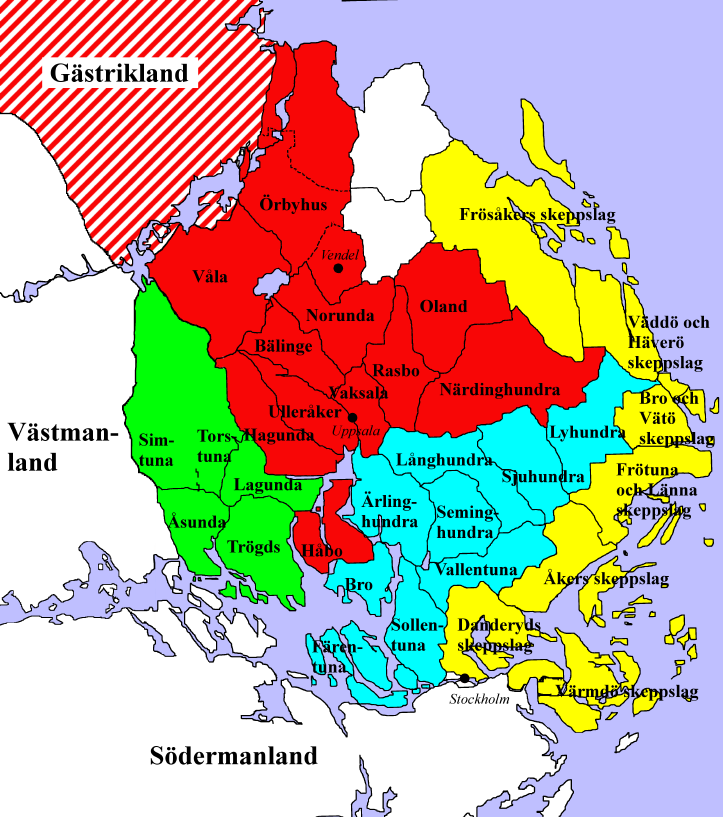
Folklands de Sueonia (Uplandia/Gestricia)
rojo = Tiunda
cian = Attunda
amarillo = Roden / Roslagen
verde = Fjärdhundra
La línea de la costa ha cambiado mucho en el último milenio. En la época medieval se denominaba Roden.

Roslagen es el nombre de las zonas costeras de la provincia Uplandia en Suecia, que también constituye la parte norte del archipiélago de Estocolmo. Históricamente, era el nombre de todas las zonas costeras del mar Báltico, incluyendo la parte oriental del lago Mälaren, que pertenecen a Sueonia y fue un antiguo reino vikingo de Suecia. 

## Etimología
Roden o Roslagen, tiene su origen en los nombres que finlandeses y estonios denominaban a Suecia: Ruotsi y Rootsi. El área también da su nombre a las ovejas en peligro de extinción Roslag, que se originaron en el área hace siglos. La comunicación por vía ferroviaria depende de Roslagsbanan en Estocolmo.